# Luca Reichardt Ben Coker
Luca Reichardt Ben Coker (født 31. august 2008 i Hvidovre) er en dansk skuespiller, som har medvirket i flere danske film, som blandt andet Villads fra Valby og Krummerne - alt på spil. Han spiller også på Eventyrteatret.